# Judas Thaddäus Mayer
Judas Thaddäus Mayer (geboren 23. Dezember 1897 in Riedlingen; gestorben im 12. Oktober 1972 in Riedlingen) war ein deutscher Rechtsanwalt und Politiker (CDU).

## Leben
Judas Thaddäus Mayer besuchte die Volksschule und von 1906 bis 1912 das Progymnasium Riedlingen und machte 1915 das Abitur auf dem Gymnasium Ravensburg. Vom Kriegsdienst unterbrochen studierte Mayer ab 1915 und ab 1919 Rechtswissenschaft an der Universität Tübingen. In Tübingen wurde er 1915 Mitglied der katholischen Studentenverbindung AV Guestfalia im CV. Er legte 1921 die erste Juristische Staatsprüfung ab und 1925 die zweite, danach praktizierte er als Rechtsanwalt in Riedlingen. Im Jahr 1940 und von 1943 bis 1945 war er Soldat im Zweiten Weltkrieg. 
Mayer wurde 1946 Amtsgerichtsrat am Amtsgericht Ravensburg und 1947 Vorsitzender der Spruchkammer zur Entnazifizierung. 1951 wurde er zum Landgerichtsdirektor beim Landgericht Rottweil befördert und 1952 ans Landgericht Ravensburg versetzt, war aber in dieser Zeit beurlaubt, da er zwischen 1948 und 1952 im Land Württemberg-Hohenzollern das Amt des „Staatskommissars für die politische Säuberung“ innehatte. Als Staatskommissar folgte er auf den 1948 im Amt gestorbenen Anton Traber.
Mayer war 1946 Mitgründer des CDU-Kreisverbandes Saulgau und wurde zum Mitglied der Beratenden Landesversammlung Württemberg-Hohenzollern gewählt, die den Auftrag hatte, eine Verfassung auszuarbeiten. Von 1947 an war er  Abgeordneter der CDU im Landtag für Württemberg-Hohenzollern im Wahlkreis Saulgau. Das Landtagsmandat übte er bis zur Auflösung des Landes Württemberg-Hohenzollern im Jahr 1952 aus. 
Ab 1953 praktizierte er wieder als Rechtsanwalt in Riedlingen.